# 中国青少年足球联赛
中国青少年足球联赛，简称中青赛，是中国足球协会在中华人民共和国教育部和国家体育总局指导下，针对8至19岁年龄段所有球队而主办的全国足球锦标赛。
赛事前身是中国足协2012年创办的全国青少年足球联赛和后来的全国青少年男子足球超级联赛，同时赛事整合了高中足球锦标赛、初中足球锦标赛、大学生足协杯、中学生足协杯等资源。中国青少年足球联赛与这些赛事不同的地方在于完全取消了参赛球队的限制，旨在通过建立全国统一的赛事体系，实现体教融合。赛事实际举办工作由中国足协成立的中国青少年足球联赛赛事办公室负责，办公室主席由中国足协主席担任，其余成员由中国教育部、体育总局、中国足协选派。

## 历史
中华人民共和国成立后，中国足球和其他体育运动在培养模式上推行体教分离体制。1994年职业化后，中国足球的青训模式变为“校园足球+举国体制+俱乐部”。校园足球赛事由教育部门主管，体制内赛事和俱乐部赛事由体育系统和足协主管，两者赛事体系、培养目标均不互通。体教分离导致球员导致教育学历目标和竞赛成绩目标冲突，球员不得不在接受更好的教育和成为专业足球运动员之间选择，随着职业化深入，体教分离被认为是中国足球迫切需要解决的问题。
2015年，《中国足球改革发展总体方案》提出建立常态化、贯通小学至大学的赛事体系。2021年初，中国足协提出在原有竞赛体系基础上，鼓励俱乐部梯队球员融入校园竞赛平台，建立系统化的中国青少年足球联赛的意见，鼓励俱乐部梯队进入普通学校参赛。2022年2月，中国教育部决定举办首届中国青少年足球联赛，并于6月提出了赛事组织工作方案。7月10日，首届赛事正式开幕。目前赛事设8、9、10、11、12、13、15、17、19岁以下共九个组别。

## 各组赛事

### U-19组
男子U-19组赛事同时在中国足协全国青年足球联赛（U19组）和全国青少年校园足球联赛（大学组）基础上改制而来，同时继承了原赛事名称，分为U-19青年联赛和大学生联赛两部分交叉进行。两部分赛事球员可互通，适龄大学生球员若被俱乐部发现也可同时代表学校和俱乐部参赛。
女子U-19组分为赛事全国青少年校园足球联赛（大学组）和中国足球协会女子乙级联赛两部分，大学生联赛至少8支优胜队伍可进入女子乙级联赛。

### U-17组
男子U-17组赛事分地区预选赛和全国阶段升降级赛两个阶段。地区预选赛由各地青少年足球联赛赛事办公室独立组织，各地区预选赛相同名次的球队在全国阶段升降级赛被分至相同小组，实现升降级赛制。全国赛进行4阶段，第4阶段结束后进行总排名。参赛球员在同一阶段仅可代表一支队伍出场。
女子U-17组赛事分地区预选赛和全国总决赛两个阶段，均由中国青少年足球联赛赛事办公室统一组织。

### U-13组和U-15组
U-15组赛事全场比赛为80分钟，U-13组赛事全场比赛为70分钟，分地区预选赛和全国总决赛两个阶段。地区预选赛由各地青少年足球联赛赛事办公室独立组织或联合举办，优胜球队参加全国总决赛。全国总决赛参赛球队为32—64支，赛制依据参赛队数制定。U-14组赛事可独立举办或与U-15组合并举办。

### U-8组至U-12组
U-8组赛事全场比赛不超过30分钟，U-9组赛事全场比赛不超过40分钟，U-10组和U-11组赛事全场比赛不超过60分钟。U-8组至U-12组不组织全国性比赛，由各地青少年足球联赛赛事办公室独立组织地区赛事或联合举办地区总决赛。

## 历届赛果

### 男子U-19组
| 年度 | 届数 | 冠军             | 亚军             | 季军         | 殿军          |
| ---- | ---- | ---------------- | ---------------- | ------------ | ------------- |
| 2022 | 1    | 山东泰山U-19     | 鲁能泰山足校U-19 | 广州城U-19   | 上海海港U-19  |
| 2023 | 2    | 鲁能泰山足校U-19 | 浙江U-19         | 武汉三镇U-19 | 上海申花U-19A |
| 2024 | 3    | 山东泰山U-19     | 浙江U-19         | 成都蓉城U-19 | 辽宁铁人U-19  |

### 男子U-17组
| 年度 | 届数 | 冠军                  | 亚军             | 季军             | 殿军             |
| ---- | ---- | --------------------- | ---------------- | ---------------- | ---------------- |
| 2022 | 1    | 浙江U-17A             | 鲁能泰山足校U-17 | 清华大学附属中学 | 武汉三镇U-17     |
| 2023 | 2    | 浙江U-17绿            | 上海申花U-17     | 上海海港U-17     | 浙江U-17蓝       |
| 2024 | 3    | 江苏省江宁训练基地1队 | 山东泰山U-17     | 上海申花U-17     | 广州豹玉岩中学队 |

### 女子U-17/18组
| 年度 | 届数 | 冠军               | 亚军             | 季军               | 殿军             |
| ---- | ---- | ------------------ | ---------------- | ------------------ | ---------------- |
| 2022 | 1    | 济南市历城第二中学 | 杭州U-17         | 上海市体育运动学校 | 长春九银租赁U-17 |
| 2023 | 2    | 北京女足U-18       | 长春大众卓越U-18 | 济南市历城第二中学 | 广东女足U-18     |
| 2024 | 3    | 上海女足U-18       | 浙江杭州U-18     | 江苏女足U-18       | 山东体彩U-18     |

### 男子U-15组
| 年度 | 届数 | 冠军         | 亚军             | 季军         | 殿军               |
| ---- | ---- | ------------ | ---------------- | ------------ | ------------------ |
| 2022 | 1    | 山东泰山U-15 | 武汉三镇U-15     | 大连人U-15   | 中国足球运动学院   |
| 2023 | 2    | 山东泰山U-15 | 恒大足球学校U-15 | 北京国安U-15 | 浙江浙能绿城U-15绿 |
| 2024 | 3    | 山东泰山U-15 | 清华附中U-15     | 恒大足校U-15 | 长春亚泰U-15       |

### 女子U-15/16组
| 年度 | 届数 | 冠军         | 亚军         | 季军         | 殿军         |
| ---- | ---- | ------------ | ------------ | ------------ | ------------ |
| 2022 | 1    | 上海女足U-15 | 北京女足U-15 | 江苏女足U-15 | 四川女足U-15 |
| 2023 | 2    | 北京女足U-16 | 山东体彩U-16 | 上海女足U-16 | 棠湖中学     |
| 2024 | 3    | 上海女足U-16 | 江苏女足U-16 | 四川女足U-16 | 广东女足二队 |

### 男子U-13组
| 年度 | 届数 | 冠军              | 亚军             | 季军         | 殿军                    |
| ---- | ---- | ----------------- | ---------------- | ------------ | ----------------------- |
| 2022 | 1    | 山东泰山U-13      | 清华大学附属中学 | 浙江U-13     | 河南星途U-13            |
| 2023 | 2    | 上海嘉定汇龙U-13  | 河南星途U-13     | 浙能绿城U-13 | 深圳罗湖翠园            |
| 2024 | 3    | 长沙雅礼外国语U13 | 南昌洪城U-13     | 武汉三镇U-13 | 深圳二零二八育才实验U13 |

### 女子U-13/14组
| 年度 | 届数 | 冠军               | 亚军         | 季军           | 殿军                     |
| ---- | ---- | ------------------ | ------------ | -------------- | ------------------------ |
| 2022 | 1    | 苏州市体育运动学校 | 上海U-13     | 杭州U-13       | 连云港U-13               |
| 2023 | 2    | 上海女足U-14       | 深圳女足U-14 | 苏州女足U-14   | 资中县青少年体育运动学校 |
| 2024 | 3    | 无锡广丰中学       | 上海体校     | 苏州度假区实中 | 资中女足                 |